# Laurence Gavarini
Laurence Gavarini, née en 1952 à Saint-Jean-de-Maurienne, est docteure en sociologie de l'éducation et clinicienne d’orientation psychanalytique. Elle est professeure émérite de sciences de l'éducation à l'université Paris-VIII.

## Biographie
Laurence Gavarini fait ses études secondaires en Savoie, puis s'inscrit à l'université Paris-Nanterre, où elle suit les cours de sociologie d'Henri Lefebvre, Jean Baudrillard, René Lourau et Jacques Donzelot, et les cours de cinéma ethnographique de Jean Rouch. Elle obtient en 1975 une maîtrise de sociologie dirigée par Eugène Enriquez, et soutient en 1976 un mémoire de DEA mention Économie et Société, réalisé sous la direction de Cornelius Castoriadis dans le Centre d’anthropologie économique et sociale de l'UFR de sciences économiques. Elle participe au Groupe d'analyse institutionnelle (GAI) où elle pratique, durant une dizaine d’années, une sociologie d'intervention, la socianalyse, au sein d'un collectif réunissant notamment Antoine Savoye, Alain de Schietere, la sociologue italienne Silvia de Martino, et Patrice Ville. Elle s’inscrit ensuite dans plusieurs autres collectifs de recherche, Féminisme et Maternité, Femmes, Féminisme et Recherche et Le Magasin des enfants, qui ré-orientent ses travaux et l’amènent à soutenir, en 1987, une thèse de doctorat en sociologie de l'éducation, intitulée « Les procréations artificielles au regard de l'institution scientifique et de la cité: la bioéthique en débat », sous la direction de René Lourau, à l'université Paris-VIII. Elle est nommée maître de conférences en 1988, puis présente en 2001 un mémoire d'habilitation universitaire intitulé « La formation des sujets. Éléments pour une sociologie de l'enfance et des subjectivités », à l'université Paris-Nanterre, dont Nicole Mosconi est garante.
En 2004, elle est nommée professeure de sciences de l'éducation à l'université Paris VIII, où elle succède à Bernard Charlot. Elle crée et dirige le Groupe de recherche Éthique, enfance et éducation » (GREE) au sein  du Laboratoire des sciences de l’éducation (LSE), puis l'équipe  « Clinique de l’éducation et de la formation – Approches psychanalytique, socio-clinique, institutionnelle » (CLEF-apsi) au sein du laboratoire  CIRCEFT (EA 4384).
Elle est directrice de l'école doctorale « Pratiques et Théories du sens » de 2009 à 2013, vice-présidente adjointe du conseil scientifique  de l'université Paris-VIII de 2012 à 2014. Elle siège à la Commission du développement durable de 2000 à 2002.
Laurence Gavarini s'est formée à la psychanalyse au sein de l'École de psychanalyse de l’enfant de Paris (EPEP) créée par Jean Bergès, et au Collège des psychanalystes de l'Association lacanienne internationale.

## Activités de recherche et éditoriales
Ses premières recherches s'inscrivent dans le champ de la sociologie de l'enfance et de la famille. Elle s'intéresse aux enjeux sociaux, subjectifs et éthiques de la médicalisation  de la procréation et de la filiation, en lien avec la parentalité, et elle publie, avec Anne-Marie de Vilaine et Michèle Le Coadic, Maternité en mouvement. Les femmes, la reproduction et les hommes de science.
En réponse à un appel d'offres de la MIRE, elle conduit une recherche collective sur la maltraitance, visant à « étudier les processus permettant d'éclairer les situations de maltraitance ». Cette recherche aboutit à la publication en 1998 de l'ouvrage La Fabrique de l'enfant maltraité. Un nouveau regard sur l'enfant et la famille, avec Françoise Petitot, dans lequel elle analyse le regard contemporain porté par les professionnels de santé, médecins, enseignants ou travailleurs sociaux, à l'enfant en danger et aux familles.
Dans La Passion de l'enfant, publié en 2001, elle étudie comment l'enfant a été mis à une place centrale dans les sociétés contemporaines, dans une perspective à la fois sociologique et psychanalytique,. Elle montre que « le surinvestissement » dont est l'objet « l'enfant choisi et désiré » en fait « un objet d’inquiétude autant que de passion », avec l’illusion éducative d’un enfant « parfait »,.
Elle inscrit, à partir des années 2000, ses recherches dans une démarche clinique d'orientation psychanalytique en sciences de l'éducation,. Elle développe depuis une activité clinique d’orientation psychanalytique d’analyse des pratiques professionnelles avec des groupes d’enseignants, de travailleurs sociaux et de soignants. Ses travaux de recherche utilisant « une perspective psychanalytique sur l'enfant et l'infantile psychique » pour « cerner les enjeux idéologiques et intimes qui se mobilisent autour de lui ». Elle est membre fondateur de Cliopsy, membre du comité de rédaction de la revue et co-organisatrice de plusieurs de ses colloques, notamment « De la psychanalyse en sciences de l’éducation : ruptures et continuités dans la transmission », accueilli à Paris VIII en 2013. Elle est membre du comité de rédaction de la revue du GRAPE, Lettre de l'enfance et de l'adolescence, de 1995 à 2007.
Elle dirige plusieurs recherches sur le rapport à l'école et le rapport au savoir d'adolescents en souffrance et décrocheurs. Elle copilote avec Serge Lesourd « CoPsyEnfant », une recherche ANR,, dont elle dirige le volet « Constructions identitaires et subjectives des adolescent-e-s dans le champ scolaire : problématique des genres et problématique des générations ». Elle dirige également, en 2013-2016, une recherche intitulée « S’arrime à quoi ? Liens, paroles, rapport au savoir des adolescents décrocheurs » (2013-2016), « Les adolescents décrocheurs » (2013-2016), étudiant « les étapes, modalités et sens de ce désarrimage », où elle s'intéresse spécifiquement aux processus individuels et parfois collectifs mis en jeu dans le décrochage scolaire, par le biais notamment de groupes de parole, d'observations de classes et d'entretiens cliniques proposés à des lycéens de Seine-Saint-Denis, des Hauts-de-Seine, du Val-d'Oise et de Paris.
Elle participe également aux activités du Centre d'études féminines et d'études de genre, et du master Genre,.
Depuis 2017 elle est responsable du pilotage du partenariat EducEurope (Erasmus Plus), regroupant, autour de l’idée de crise de l’éducation, des universitaires de Paris 8, Paris-Nanterre, Milano-Bicocca, Luxembourg et University College de Londres, et des professionnels du champ socio-éducatif, Cooperativa Sociale Duepuntiacapo (Italie), École nationale pour adultes (Luxembourg), et le Valdocco (Argenteuil).

## Publications

### Ouvrages
- Maternité en mouvement : les femmes, la reproduction et les hommes de science, Presses universitaires de Grenoble & Saint-Martin, 1986 244 p.,  (ISBN 978-2706102738)
- La Fabrique de l’enfant maltraité. Un nouveau regard sur l’enfant et la famille, avec Françoise Petitot, Érès, 1998, 174 p.  (ISBN 2865865665)
- La Passion de l’enfant, Hachette-Pluriel, 2004, 418 p.  (ISBN 978-2012791718) (rééd. de La passion de l’enfant. Filiation, procréation et éducation à l’aube du XXIe siècle, Denoël, 2001).
- Avatars et désarrois de l'enfant-roi, avec Jean-Pierre Lebrun et Françoise Petitot, Fabert, 2011  (ISBN 978-2849221105)
- Laurence Gavarini, Dominique Ottavi et Ilaria Pirone, Le normal et le pathologique à l’école aujourd’hui, Presses universitaires de Vincennes, 2022, 208 p. (ISBN 2379242666).

### Articles et chapitres d'ouvrages
- « L'Intervention assommoir », in Jacqueline Feldman & Françoise Laborie (dir.), Le Sujet et l'objet: implications, éditions du CNRS, 1989  (ISBN 9782222038375), p. 289-309
- « L'Enfant et les déterminismes aujourd'hui : peut-on penser un sujet », in Régine Sirota (dir.), Éléments pour une sociologie de l'enfance, PUR, 2006, p. 93-102
- « Éditorial. De l’éthique professionnelle en formation et en recherche », avec Dominique Ottavi, Recherche & formation, no 52, 2006, p. 5-11 [lire en ligne]
- « De l’enfant freudien à Télémaque : retour aux fondamentaux de la psychanalyse dans nos enseignements », avec Ilaria Pirone, Nouvelle revue de psychosociologie, no 20, 2015, [lire en ligne], p. 113-126
- « L’Apprentissage scolaire à l’épreuve du (non) désir de savoir », Les Sciences de l’éducation pour l’ère nouvelle, 2016/2, p. 19-41 [lire en ligne]
- « L’Adolescent entre passion sociale et décrochage », dans Marina D’Amato (dir.), Ragioni e Sentimenti, p. 237-248, Roma 3 University Press, 2016, [PDF] [lire en ligne].
- « Revisiter  les façons de voir et de traiter le décrochage scolaire, à l’occasion d’une enquête collaborative sur les partenariats éducatifs », dans Gilles Monceau (dir.), Enquêter ou intervenir ? Effets de la recherche socio-clinique, Nîmes, Champ social éditions, 2017  (ISBN 979-1034600229)
- « Le Contre-transfert comme boussole et le transfert à la psychanalyse comme équipement pour tenir la place du répondant en situation clinique », Cliopsy, no 17, p. 83-105 [lire en ligne] [PDF].
- « Que nous apprennent les adolescentes et les adolescents que l’on dit décrocheurs dans l’épreuve de la rencontre ? » dans A. Kattar (dir.), La rencontre d’adolescent.e.s dans des  environnements incertains. Écoutes croisées, Paris : L’Harmattan, 2018.
- « De la sociologie critique à la psychanalyse en sciences de l’éducation: un chemin de traverse », dans L.-M. Bossard, P.Chaussecourte, S.Lerner-Seï (dir.), Éducation, formation, psychanalyse : une insistante actualité, Paris : L’Harmattan, 2019, p. 35-52.
- « L’adolescent un étranger de passage : théâtre et clinique de l’adolescence contemporaine », Carrefours de l'éducation, 2020/2 (n° 50), p. 91-104 [lire en ligne]
- avec Rachel Colombe et Pascaline Tissot, « Ces adolescents qui médusent : comment accueillir ce qu’ils nous adressent ? », Nouvelle revue de psychosociologie, no 31,‎ janvier 2021, p. 121-132 (lire en ligne, consulté le 29 juin 2021).